# Estavannens
Estavannens är en ort och tidigare kommun i distriktet Gruyère i kantonen Fribourg, Schweiz. Orten består av ortsdelarna Estavannens-Dessous och Estavannens-Dessus.
1 januari 2004 slogs Estavannens samman med Enney och Villars-sous-Mont till den nya kommunen Bas-Intyamon.